# الأعمال الفنلندية
الأعمال الفنلندية هي منظمة عامة تابعة لوزارة العمل والاقتصاد الفنلندية . تأسست في 1 يناير 2018، بهدف جذب التجارة والسياحة والاستثمار الأجنبي، وتوفير الأموال للابتكار  إلى فنلندا. وعلى هذا النحو، تشارك الأعمال الفنلندية أيضًا في تمويل أبحاث الفضاء الفنلندية، في إطار برنامج اقتصاد الفضاء الجديد ،  بالإضافة إلى الشركات الناشئة، في إطار برنامج تمويل الشركة المبتكرة الشابة  من بين مشاريع أخرى. تتكون المنظمة من كيانين: إبداع الأعمال الفنلندية ( وكالة حكومية ) و الأعمال الفنلندية ( شركة مملوكة للحكومة تسيطر عليها الوكالة). 